# Big Brother 2004

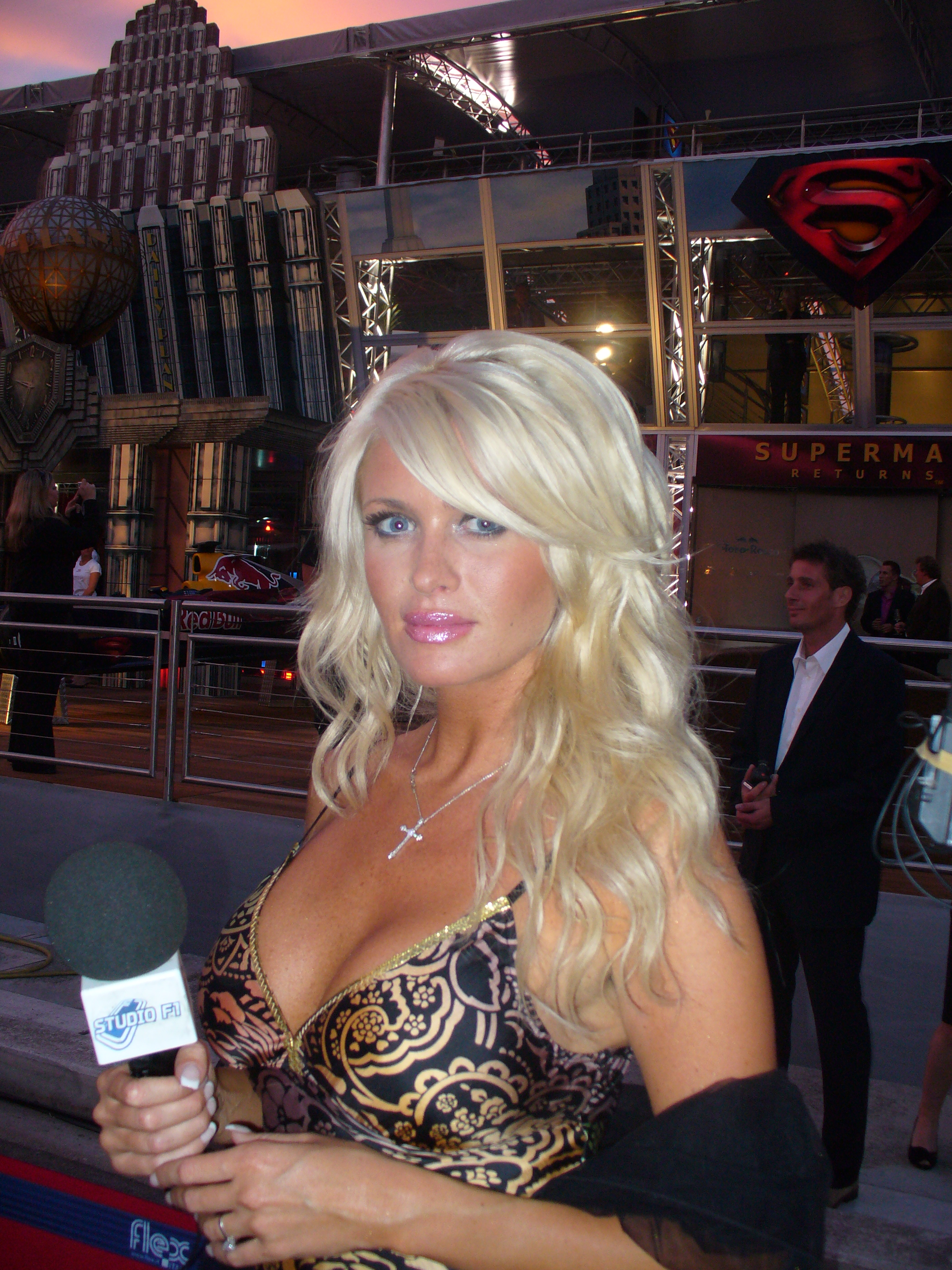
Carolina Gynning, vinnare av denna säsong av Big Brother.

Inspelningen flyttades från Frihamnen till Värtahamnen. Vinnare blev Carolina Gynning. Denna säsong präglades av förhållandet mellan Carolina Gynning och Olivier de Paris. De spelade in en musikvideo.

## Deltagare

### Vinnare
1. Carolina Gynning

### Övriga deltagare
- Angela Nasca
- Karoline "Karro" Björkman
- Christian Litzell
- Farid "Foffo" Malik
- Heidi Ershult
- Henrik Schön
- Jean Kafashian
- Joakim "Jocke" Näzell
- Marlene Polak
- Olga Kouchnirtchouk
- Olivier de Paris
- Rebekah Johansson
- Robin Göransson
- Sirwan Sharif
- Stefan Turlock
- Ulrika Lind

## Nomineringar
|            | Dag 7 29 januari | Dag 21 12 februari | Dag 35 26 februari                              | Dag 49 11 mars          | Dag 63 25 mars                                  | Dag 77 8 april         | Dag 91 22 april        | Dag 105 6 maj                   | FINAL Dag 109 10 maj     | Antal poäng |
| ---------- | ---------------- | ------------------ | ----------------------------------------------- | ----------------------- | ----------------------------------------------- | ---------------------- | ---------------------- | ------------------------------- | ------------------------ | ----------- |
| Carolina   | Jean Ulrika      | Olga Ulrika        | Stefan Ulrika                                   | Ulrika Rebekah Henrik   | Nominerad                                       | Stefan Henrik          | Heidi Stefan           | Ingen nominering                | Vinnare                  | 36          |
| Stefan     | Ulrika Jean      | Carolina Marlene   | Marlene Carolina                                | Carolina Ulrika Rebekah | Nominerad                                       | Carolina Sirwan        | Heidi Carolina         | Ingen nominering                | Andra plats              | 16          |
| Caroline   | Robin Olga       | Olga Jocke         | Carolina Marlene                                | Henrik Carolina Sirwan  | Nominerad                                       | Sirwan Henrik          | Carolina Heidi         | Ingen nominering                | Tredje plats             | 6           |
| Henrik     | Ej inne i huset  | Ej inne i huset    | Ny i huset (Dag 35)                             | Carolina Sirwan Olivier | Undantagen                                      | Sirwan Carolina        | Heidi Caroline         | Ingen nominering                | Utröstad (Dag 105)       | 9           |
| Heidi      | Ej inne i huset  | Ej inne i huset    | Ej inne i huset                                 | Ej inne i huset         | Ej inne i huset                                 | Ny i huset (Dag 80)    | Stefan Henrik          | Utröstad (Dag 98)               | Utröstad (Dag 98)        | 7           |
| Sirwan     | Ej inne i huset  | Ej inne i huset    | Ny i huset (Dag 32)                             | Olivier Carolina Ulrika | Nominerad                                       | Henrik Carolina        | Utröstad (Dag 84)      | Utröstad (Dag 84)               | Utröstad (Dag 84)        | 10          |
| Christian  | Ej inne i huset  | Ej inne i huset    | Ej inne i huset                                 | Ej inne i huset         | Ej inne i huset                                 | Ny i huset (Dag 79)    | Lämnade huset (Dag 80) | Lämnade huset (Dag 80)          | Lämnade huset (Dag 80)   | 0           |
| Olivier    | Marlene Ulrika   | Carolina Olga      | Marlene Carolina                                | Ulrika Rebekah Carolina | Nominerad                                       | Lämnade huset (Dag 75) | Lämnade huset (Dag 75) | Lämnade huset (Dag 75)          | Lämnade huset (Dag 75)   | 16          |
| Rebekah    | Ej inne i huset  | Ej inne i huset    | Ny i huset (Dag 34)                             | Carolina Sirwan Olivier | Nominerad                                       | Utröstad (Dag 70)      | Utröstad (Dag 70)      | Utröstad (Dag 70)               | Utröstad (Dag 70)        | 5           |
| Ulrika     | Stefan Carolina  | Carolina Angela    | Carolina Marlene                                | Olivier Carolina Stefan | Utröstad (Dag 56)                               | Utröstad (Dag 56)      | Utröstad (Dag 56)      | Utröstad (Dag 56)               | Utröstad (Dag 56)        | 16          |
| Marlene    | Ulrika Jean      | Jocke Jean         | Stefan Ulrika                                   | Utröstad (Dag 42)       | Utröstad (Dag 42)                               | Utröstad (Dag 42)      | Utröstad (Dag 42)      | Utröstad (Dag 42)               | Utröstad (Dag 42)        | 14          |
| Angela     | Robin Olga       | Marlene Jean       | Lämnade huset (Dag 33)                          | Lämnade huset (Dag 33)  | Lämnade huset (Dag 33)                          | Lämnade huset (Dag 33) | Lämnade huset (Dag 33) | Lämnade huset (Dag 33)          | Lämnade huset (Dag 33)   | 4           |
| Foffo      | Angela Caroline  | Marlene Caroline   | Lämnade huset (Dag 33)                          | Lämnade huset (Dag 33)  | Lämnade huset (Dag 33)                          | Lämnade huset (Dag 33) | Lämnade huset (Dag 33) | Lämnade huset (Dag 33)          | Lämnade huset (Dag 33)   | 8           |
| Jocke      | Caroline Robin   | Marlene Olga       | Lämnade huset (Dag 32)                          | Lämnade huset (Dag 32)  | Lämnade huset (Dag 32)                          | Lämnade huset (Dag 32) | Lämnade huset (Dag 32) | Lämnade huset (Dag 32)          | Lämnade huset (Dag 32)   | 5           |
| Olga       | Angela Jocke     | Carolina Marlene   | Borttagen (Dag 31)                              | Borttagen (Dag 31)      | Borttagen (Dag 31)                              | Borttagen (Dag 31)     | Borttagen (Dag 31)     | Borttagen (Dag 31)              | Borttagen (Dag 31)       | 10          |
| Jean       | Marlene Carolina | Marlene Carolina   | Utröstad (Dag 28)                               | Utröstad (Dag 28)       | Utröstad (Dag 28)                               | Utröstad (Dag 28)      | Utröstad (Dag 28)      | Utröstad (Dag 28)               | Utröstad (Dag 28)        | 16          |
| Robin      | Olga Jocke       | Utröstad (Dag 14)  | Utröstad (Dag 14)                               | Utröstad (Dag 14)       | Utröstad (Dag 14)                               | Utröstad (Dag 14)      | Utröstad (Dag 14)      | Utröstad (Dag 14)               | Utröstad (Dag 14)        | 5           |
| Nominerade | Robin Ulrika     | Carolina Jean      | Carolina Caroline Marlene Olivier Stefan Ulrika | Carolina Olivier Ulrika | Carolina Caroline Olivier Rebekah Sirwan Stefan | Henrik Sirwan          | Heidi Stefan           | Carolina Caroline Henrik Stefan | Carolina Caroline Stefan |             |
| Utröstad   | Robin            | Jean               | Marlene                                         | Ulrika                  | Rebekah                                         | Sirwan                 | Heidi                  | Henrik                          | Caroline                 |             |
| Utröstad   | Robin            | Jean               | Marlene                                         | Ulrika                  | Rebekah                                         | Sirwan                 | Heidi                  | Henrik                          | Stefan                   |             |
| Utröstad   | Robin            | Jean               | Marlene                                         | Ulrika                  | Rebekah                                         | Sirwan                 | Heidi                  | Henrik                          | Carolina                 |             |